# Vicente Bobadilla
Vicente Bobadilla   (Capiatá, 5 d'abril de 1938 - Paraguai, 28 de juny de 2012) fou un futbolista paraguaià de la dècada de 1960.
Fou 45 cops internacional amb la selecció del Paraguai.
Pel que fa a clubs, defensà els colors de Club General Díaz (Luque), Club Sol de América, Guaraní i Olimpia.